# آرامگاه سید میر محمد
آرامگاه محمد بن موسی کاظم که در شیراز به امامزاده سید میر محمد و آستان محمدی مشهور است، آرامگاه سید میر محمد، فرزند موسی بن جعفر واقع در صحن جامع احمدی حرم شاهچراغ در شیراز است. این بارگاه در قسمت شرقی حرم احمد بن موسی واقع است. در سمت چپ مرقد او آرامگاه ابراهیم، فرزندش، قرار دارد.

## زندگی
او در زمان خلافت مأمون عباسی به همراه برادرش احمد بن موسی و نزدیکان به قصد دیدار برادرشان از مدینه به سمت توس حرکت می‌کند و در پی جنگی که میان ایشان با سپاه قتلغ خان حاکم عباسی فارس درگرفت او به شیراز گریخت و در آنجا مخفی شد، از آن جمله سید میر محمد بود که توانست در این وقایع مخفی شود. زمان و نحوه درگذشت وی مشخص نیست که به مرگ طبیعی بوده‌است یا کشته شده‌است. آنچه مسلم است وی در خفا به کتابت قرآن مشغول بوده‌است و از همین راه بندگان زیادی را آزاد فرمودند.

## پیشینه
در حدود سال ۷۲۵ ه‍.ق میرزا عنایت الله دستغیب مدفن سید میر محمد را یافت و با خرید چندین خانه از اطراف بانی بارگاه او شد. در برخی از منابع آمده‌است که قبر او در زمان اتابک بن سعد زنگی در محله «باغ قتلغ» در همان محلی که احمد بن موسی (ع) به شهادت رسیده بود، آشکار شد.
این بقعه در سال ۱۲۹۶ ه‍.ق به دستور نادرشاه افشار و مرمت شد. در سال ۱۳۰۶ ه‍.ق به دستور شاهزاده اویس میرزا فرزند فرهاد میرزا معتمدالدوله (عموی ناصرالدین شاه) ضریحی از جنس نقره بر مرقد او نصب شد. صحن بارگاه او همچون صحن و بیوتات حرم احمدبن موسی آیینه‌کاری شده‌است. آستان محمدی قبلاً دارای صحن و حیاط مستقل بود که از طریق بازاری به صحن شاهچراغ راه داشت.

## ساختمان
نمای سقف ایوان از چوب ساج و نارنج با کار گره چهار در هشت آلت و لغاظ ساخته شده‌است. ابعاد ایوان پس از توسعه به طول ۲۰ متر و عرض ۶ متر است. دارای ۴ ستون به ارتفاع ۵/۹ متر که دهنه وسط به عرض ۸۰/۴ متر و دو دهنه طرفین هر کدام به عرض ۳۰/۶ متر است.
ساخت اولین گنبد را به زمان ظهیرالدوله نسبت میدهند و در عهد نادر شاه افشار چون بنای خرابی داشته‌است همزمان با بقعه مرمت میگردد. سطح گنبد حدود ۲۵۲ متر مربع، ارتفاع آن ۱۲ متر و حداکثر قطرش ۱۰ متر میباشد که به شکل بسیار زیبایی با کاشی تزیین گردیده‌است.